# Koninkrijk León

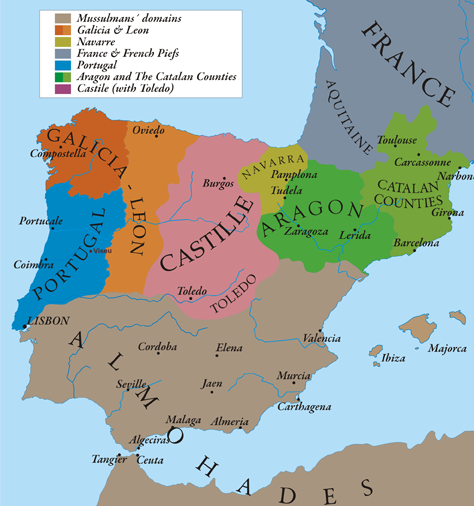
Galicië-León in 1210.

Het koninkrijk León was een middeleeuws christelijk vorstendom gelegen in het noordwesten van het Iberisch Schiereiland. Het kwam voort uit het koninkrijk Asturië, was het grootste deel van zijn bestaan verenigd met het koninkrijk Galicië (het geheel wordt daarom ook wel León-Galicië of Galicië-León genoemd) en bracht het koninkrijk Castilië voort, waarmee het in 1230 (definitief in 1301) werd verenigd in de kroon van Castilië. In de 11e eeuw scheidde het koninkrijk Portugal zich van León af, waarmee de banden in 1385 definitief werden verbroken.

## Voorgeschiedenis
De stad León werd gesticht door het Romeinse zevende legioen (om onbekende redenen altijd geschreven als Legio Septima Gemina ("tweeling zevende legioen")). Het was de hoofdstad van dat legioen tijdens de nadagen van het Romeinse Rijk en was een centrum voor de goudhandel, die nabij Las Médulas gedolven werd. In 540 werd de stad veroverd door de ariaanse Visigotenkoning Liuvigild, die de katholieke bevolking niet lastigviel. In 717 werd León weer veroverd, ditmaal door de Moren. Het werd als een van de eerste steden ingenomen tijdens de reconquista en werd na de grote Berberopstand deel van het koninkrijk Asturië in 742. Het was een klein stadje; de overgebleven Romeinse muren liggen als basis onder de middeleeuwse ommuring.

## Geschiedenis
Na de dood van Alfons III van Asturië in 910 werd zijn rijk opgesplitst onder zijn drie zonen. De oudste zoon García I kreeg de streek rond de stad  Leon en zo ontstond een onafhankelijk koninkrijk León. Garcia stierf kinderloos in 914 en het rijk werd samengevoegd met Galicië onder zijn broer Ordoño II. Alfons Froilaz herenigde het Rijk van Alfons III, vanaf dan werden Asturië en León een.

### Opkomst van Castilië
Na de dood van Ramiro II van León in 951 brak er een troonstrijd uit, daarvan profiteerde de graaf van Castillië Ferdinand González om voor zijn rijk een grote vorm van autonomie te verkrijgen en zijn titel erfelijk te maken.

### Blijvende dreiging van het Kalifaat Córdoba
Gedurende vijftig jaar zullen de Christelijke staten worden belaagd door het Kalifaat Córdoba vanuit hun basis Medinaceli. Eerst door Ghalib ibn Abd al-Rahman en nadien door zijn schoonzoon Almanzor. Almanzor kwam aan zijn einde in 1002 in de legendarische slag bij Calatañazor. Ten tijde van kalief Hisham II werd het land geregeerd door 29 viziers, die beetje bij beetje hun onafhankelijkheid begonnen op te eisen, het begin van de taifa's. Na de dood van Hisham III in 1031 werd er geen nieuwe kalief aangesteld.

### Ferdinand de Grote
Toen graaf García II van Castilië in 1029 ongehuwd stierf, zette Sancho III van Navarra, die getrouwd was met zijn zus, Mayor van Castilië, hun zoon Ferdinand op de Castiliaanse troon, dit tot groot ongenoegen van koning Bermudo III van León. Beide partijen troffen elkaar tijdens de slag bij Tamarón, in 1037 waarbij Bermudo om het leven kwam. Ferdinand verenigde nu Castilië en León. In 1054 versloeg hij in de slag bij Atapuerca zijn broer García III van Navarra en zo rijfde hij het Koninkrijk Navarra binnen. In de laatste vijf jaar van zijn leven, met steun van Paus Alexander II, viel hij verschillende taifa's aan, zoals de Taifa Zaragoza, de Taifa Toledo, de Taifa Sevilla en de Taifa Badajoz, zo kreeg hij een deel van Portugal in bezit. De parias (schatting) die destijds door de christelijke staten verplicht waren aan het kalifaat, moesten nu worden betaald door de taifa's aan Ferdinand. Na de dood van Ferdinand in 1065 werden de kaarten in Noord-Spanje flink door elkaar geschud. Zijn rijk werd verdeeld onder zijn drie zonen. León werd terug onafhankelijk onder Alfons VI van León, Castilië werd een koninkrijk en ook het Koninkrijk Galicië werd terug onafhankelijk. Tussen de 1067 en 1068 brak de Oorlog tussen de Drie Sancho's uit, met het Koninkrijk Navarra en het Koninkrijk Aragon.

### Alfons VI el Bravo
Het onevenwicht tussen de kinderen van Ferdinand leidde al vlug tot nieuwe conflicten. De ambitieuze oudste broer Sancho II van Castilië had de ambitie om het rijk van zijn vader te herstellen. In 1072, met hulp van El Cid, slaagde hij daar ook in, maar kort nadien werd hij door een list laffelijk vermoord. Dit gaf de kans aan Alfons VI om in 1073 alleenheerser te worden. In 1077 kroonde hij zichzelf tot Keizer van Hispania.
Op 6 mei 1085 veroverde hij Toledo, dit was een keerpunt in de ontwikkeling van León-Castilië en de eerste mijlpaal in de reconquista. Christelijke Mozaraben kwamen naar het noorden om de verlaten grensgebieden te bewonen. De overige taifa's van Al-Andalus begonnen zich zorgen te maken over expansie van Alfons' rijk en zochten naar hulp. In 1086 staken de Almoraviden, vanuit Noord-Afrika, de straat van Gibraltar over en veroverden Zuid-Spanje. Er werd zelf een oproep gedaan voor een kruistocht om hen terug te dringen. De georganiseerde Pelgrimsroute naar Santiago de Compostella vond dan ook hier zijn oorsprong. De rest van zijn leven zal hij strijden voor het behoud van Toledo. In 1108 sneuvelde zijn enige zoon Sancho Alfónsez in de slag bij Uclés. Alfons VI duidde nu zijn dochter Urraca als zijn opvolgster. Dat jaar nog hertrouwde ze met Alfons I van Aragón, het jaar erop stierf Alfons VI.

### Twaalfde eeuw en einde
Haar leven lang moest Urraca strijden om de eenheid van haar vaders rijk te behouden. Eerst tegen haar man Alfons I van Aragón, die het rijk bij zijn eigendommen wilde rijven en dan tegen haar halfzus Theresia van León, die het Graafschap Portugal wilde afscheuren. Zij slaagde erin het gehele rijk door te geven aan haar zoon Alfons VII in 1126.
Met het verdrag van Zamora in 1143 was Alfons VII genoodzaakt het koninkrijk Portugal te erkennen. Na zijn dood in 1157 werden de twee koninkrijken León en Castilië opnieuw  gescheiden. Ferdinand II kreeg León en om de plooien met Portugal glad te strijken trouwde hij met Urraca van Portugal. Wegens bloedverwantschap werd het huwelijk in 1175 door Paus Alexander III ontbonden. Hun zoon Alfons IX van León volgde zijn vader op in 1188.
Koning Alfons IX van León had zijn leven lang problemen met zijn legitimiteit. Bij zijn troonbestijging riep hij voor het eerst de cortes samen. Ook zijn huwelijken werden door de paus nietig verklaard. Tijdens zijn regering werd de Universiteit van Salamanca in 1212, de eerste van Spanje, opgericht. Na de annulatie van zijn huwelijk met Berenguela van Castilië, vertrok Berenguela terug naar Castilië met hun zoon Ferdinand III, hij zal na de dood van Alfons IX in 1230 beide landen weer verenigen onder de naam Kroon van Castilië. Hoewel de koningen van Castilië de titel koning van León als hoofdtitel zagen, en een leeuw als hun standaard voerden, bleef Castilië het centrum van de macht. Dit blijkt bijvoorbeeld uit het vervangen van het Leonees als bestuurstaal door het Castiliaans.
In 1296 werd León nog kort onafhankelijk, maar in 1301 werd het voorgoed verenigd met Castilië (dat zelf in de 16e eeuw, definitief in 1716, opging in het verenigde Spaanse koninkrijk) en om die reden wordt 1301 vaak beschouwd als het einde van het koninkrijk León. Formeel bleef het echter bestaan als 'koninkrijk binnen een koninkrijk' tot 1833, toen de moderne provincie León is afgebakend. De vroegere landen van León maken nu deel uit van de autonome regio’s van Castilië en León, Extremadura, Asturië, Galicië en van Portugal.